# Assemblea del popolo (Egitto)
L'Assemblea del popolo (in arabo مجلس اﻟﺸﻌﺐ‎?, Majlis al-Shaʿb) è stato fino al 2011 il Parlamento monocamerale egiziano, benché esistesse il Consiglio della Shūra, che rappresentava i diversi Governatorati del Paese ma che aveva funzioni esclusivamente consultive.

## Formazione dell'Assemblea
La Costituzione dell'Egitto stabiliva che la legge avrebbe determinato il numero dei membri eletti dell'Assemblea del popolo, fermo restando che il loro numero non dovesse essere inferiore a 350. L'Assemblea era composta da 454 deputati, 444 dei quali erano eletti dai cittadini egiziani, mentre 10 erano di nomina presidenziale. Era anche stabilito che almeno la metà dei componenti fosse rappresentata da agricoltori e operai. L'Assemblea aveva un mandato quinquennale ma poteva essere disciolta prima della fine della legislatura dal Presidente della Repubblica egiziana. Tutti i seggi erano assegnati in base a una singola tornata elettorale. La legge n. 206 del 1990 aveva stabilito che il numero delle circoscrizioni elettorali dovesse essere di 222, con due membri da eleggere da parte di ciascuna di esse, uno almeno dei quali fosse un agricoltore o un operaio. I componenti dell'Assemblea del popolo erano eletti con la maggioranza assoluta dei voti validi.
L'Assemblea del popolo poteva richiedere le dimissioni del Governo votando una mozione di censura. Per questa ragione, il Primo Ministro e il suo Gabinetto facevano necessariamente parte del partito o della coalizione dominante nell'Assemblea. Quando il Presidente e l'Assemblea appartenevano a opposti partiti (una situazione che storicamente si è verificata, ma non più dagli anni settanta del XX secolo), ciò portava a una situazione definita di "coabitazione". Mentre mozioni di censura erano periodicamente presentate dalle opposizioni a seguito dell'azione di governo che fosse stata giudicata notevolmente non appropriata, tutto ciò rimaneva però a livello puramente teorico; la disciplina di partito ha assicurato infatti che, nel corso di una legislatura, un governo non fosse mai stato sfiduciato dall'Assemblea.

## Poteri
L'Assemblea del popolo godeva di diverse competenze specificate nel Capitolo Quinto della Costituzione. In base all'art. 86, l'Assemblea aveva le seguenti competenze:
- Legislazione
- Revisione e approvazione di accordi e trattati
- Revisione e approvazione della pianificazione statale del bilancio
- Supervisione dell'operato dell'Esecutivo
- Discussione degli intendimenti del Presidente della Repubblica e del programma del Governo
- Emendamenti della Costituzione
- Approvazione della dichiarazione di guerra e dello stato di emergenza

## Organizzazione dell'Assemblea del popolo

### Presidente dell'Assemblea del popolo
Il Presidente dell'Assemblea del popolo presiedeva i lavori dell'Assemblea ed era eletto dai membri dell'Assemblea stessa, che sceglieva tra due candidati durante la prima sessione dei suoi lavori. Compito del Presidente era quello di garantire la regolarità del dibattito nel corso delle sessioni parlamentari, prendere parte alle discussioni, lasciando tuttavia il suo scranno presidenziale a un vice-Presidente e non tornare nella sua funzione costituzionale fintantoché la discussione non fosse finita o non fosse richiesta la convocazione di una sessione straordinaria da parte di una delle Commissioni parlamentari. In caso di vacanza dell'ufficio di Presidenza, il Presidente uscente fungeva da Presidente pro tempore fin quando non fosse stata indetta l'elezione del Presidente dell'Assemblea (il termine previsto era di 60 giorni). Una volta ciò si realizzò, quando il Presidente della Repubblica Anwar al-Sadat fu assassinato nel corso del suo mandato. In tale occasione, il Presidente dell'Assemblea del popolo, Sufi Abu Taleb funse da Presidente ad interim.

L'ultimo Presidente dell'Assemblea è stato il Dr. Ahmad Fathi Sorur, un parlamentare di antica data e un politico che fu Presidente dal 1991 fino allo scioglimento definitivo dell'Assemblea - sostituita da una Camera dei rappresentanti dopo i moti di piazza (chiamati Rivoluzione egiziana del 2011).

## Scioglimento definitivo dell'Assemblea del popolo
L'Assemblea del popolo ha cessato di esistere il 2 febbraio 2011, a seguito delle trasformazioni costituzionali intervenute dopo le manifestazioni di piazza contro il regime del Presidente Mubārak, che portarono nel 2014 all'istituzione di un nuovo Parlamento: la Camera dei rappresentanti (in arabo مجلس النواب‎?, Majlis al-Nuwwāb).